# Munster (Irlande)
Pour les articles homonymes, voir Munster.
Situé dans le Sud-Ouest de l'île, le Munster (en irlandais An Mhumhain, en latin Momonia), est l'une des quatre provinces d'Irlande. Il comprend six comtés :
- le comté de Cork, 7 457 km2, 481 295 habitants, ville principale Cork, capitale du Munster ;
- le comté de Kerry, 4 746 km2, 139 835 habitants, ville principale Tralee, capitale du comté ;
- le comté de Waterford, 1 837 km2, 107 961 habitants, ville principale Waterford, capitale du comté ;
- le comté de Clare, 3 147 km2, 110 950 habitants, ville principale Ennis, capitale du comté ;
- le comté de Tipperary, 4 303 km2, 149 244 habitants, ville principale Clonmel, une des deux capitales du comté (avec Nenagh) ;
- le comté de Limerick, 2 686 km2, 184 055 habitants, ville principale Limerick, capitale du comté.

Le Munster est la plus grande des provinces d'Irlande, et celle qui est placée le plus au sud. Sa plus grande cité est Cork.

## Histoire
Le nom de Munster dérive de l'irlandais Muman (déesse). La province du Munster était jadis divisée en six régions : Tuadh Mhuman (nord Munster), Des Mhuman (sud Munster), Aur/Ur Mumhan (est Munster), Iar mumhan (ouest Munster), Ernaibh Muman (la portion du Munster de la tribu des Ernai), et Deisi Muman (la portion du Munster de la tribu des Deisi).
Dans les premiers siècles apr. J.-C., Munster était le domaine des Iverni, et du légendaire Clanna Dedad mené par Cú Roí.
Au début du Moyen Âge, la plus grande partie de la province actuelle faisait partie du Royaume de Munster, dirigé par les Eóganachta, qui succédèrent aux Dáirine et Corcu Loígde à partir du VIIe siècle.
Les trois couronnes du drapeau de Munster ressemblent à celles du drapeau de Dublin et du blason de sudédois, elles représentent les trois royaumes issus de la séparation de la province au XIIe siècle : Thomond (nord), Desmond (sud), et Ormond (est).
Ces derniers royaumes furent eux-mêmes absorbés par renonciation et restitution dans le Pairage d'Irlande comme comtés. Ces noms n'existent plus qu'indirectement aujourd'hui, en particulier pour le comté de Thomond.
Durant la guerre civile irlandaise, la province de Munster se sépara pendant 30 jours de l'État libre d'Irlande, pour former la République de Munster en opposition avec l'acceptation du traité anglo-irlandais. La République de Munster eut une vie courte, et fut écrasée par les forces lourdement armées de l'État libre.
Les dirigeants irlandais Michael Collins et Daniel O'Connell viennent de familles issues de Munster.

## Démographie
En 1841, avant la Grande Famine, il y avait un petit peu moins de 3 millions de personnes vivant dans le Munster. La population chuta ensuite de façon dévastatrice, en raison de cette famine et de l'exode massif qui s'étendit des années 1840 aux années 1980. Actuellement le Munster compte un peu plus d'un million d'habitants.
| 1659      | 1821      | 1831      | 1841      | 1851      | 1861      |
| --------- | --------- | --------- | --------- | --------- | --------- |
| 153 282   | 1 855 194 | 2 135 315 | 2 396 161 | 1 857 736 | 1 513 558 |
| 1881      | 1911      | 1936      | 1961      | 1981      | 2011      |
| 1 331 025 | 1 035 495 | 942 272   | 848 193   | 998 315   | 1 223 726 |

### Grandes villes (cités)
Cork est la plus grande conurbation de la province, et la seconde plus grande cité du pays, avec une population de 119 143 habitants dans la ville même, de 190 384 dans la conurbation (la ville et ses proches banlieues), et enfin d'environ 380 000 dans le «Grand Cork», qui englobe toutes les agglomérations urbaines environnantes
D'autres importantes cités sont Limerick avec 52 539 habitants dans la ville, et 90 757 dans la conurbation, et Waterford et ses 45 748 habitants.

### Autres villes

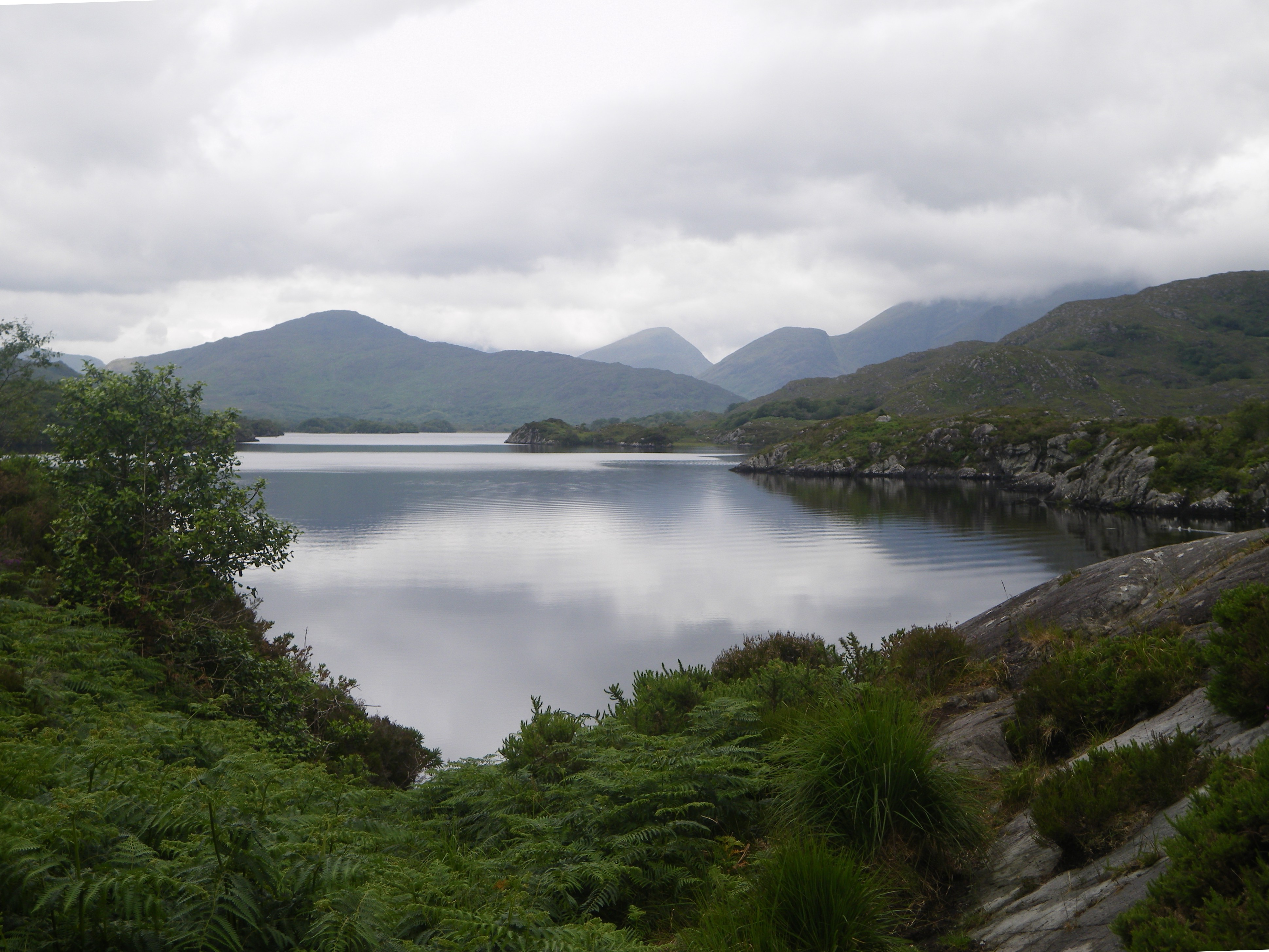
Upper Lake, un des lacs de Killarney.

Par ordre décroissant de la population (Recensement de 2002)
- Ennis (24 253)
- Tralee (22 190)
- Killarney (16 931)
- Clonmel (16 910)
- Carrigaline (16 664)*
- Cobh (12 887)*
- Mallow (11 195)
- Midleton (10 336)*
- Shannon/Clenagh (9 774)
- Dungarvan (9 254)
- Nenagh (9 219)
- Thurles (8 987)
- Tramore (8 799)
- Youghal (7 195)
- Newcastle West (5 915)

(* villes appartenant au « Grand Cork »)

## Économie
La province du Munster contribue pour 40 milliards d'euros au PIB de l'Irlande (25 % du PIB irlandais), supérieur à celui de l'Irlande du Nord. Le Munster est le berceau de nombreuses entreprises hautement productrices du secteur privé.
Voici quelques-uns des plus importants employeurs de la région: AOL, Bausch & Lomb, Dairygold, Dell, Amazon, Motorola, Amgen, Pfizer, Analog Devices, Fexco Financial Services, Vistakon, Waterford Crystal, Apple Computer, Intel, Novartis, O2, Lufthansa Technik, Kerry Group, Teva Pharmaceuticals, Siemens, Sony. Les plus grandes pépinières d'emplois sont, en premier lieu, l'agglomération de Cork, qui compte de nombreuses grandes multinationales implantées là, et, en seconde position, la zone franche de Shannon avec plus de 120 entreprises internationales employant plus de 7 500 personnes.

### Secteur agro-alimentaire
Poursuivant une longue tradition, l'industrie alimentaire représente une activité majeure de la province, qui est la principale région laitière et la principale source des exportations irlandaises de beurre et de lait. Le Munster possède un climat favorable à cette activité, une longue expertise dans le traitement des produits laitiers, qui remonte au XVIIe siècle, et une longue et fructueuse implication dans le mouvement coopératif. Au milieu des années 1980, le secteur laitier était le plus vaste secteur de l'économie irlandaise, il produisait régulièrement 18 à 23 % du PIB national, constituant une source de devises étrangères bienvenues, à une époque où la balance commerciale était déficitaire. Il y a également dans le Munster un secteur de spécialités alimentaires semi-artisanales, plus important que dans les autres régions d'Irlande. Les produits de ce secteur sont disponibles sur les marchés ruraux, dont le Munster possède la plus forte concentration.
Cork abrite les deux plus grandes organisations de vente au détail, possédées par des Irlandais, Dunnes Stores et le groupe Musgrave. Enfin, Cork est le siège de deux des trois marques de stout irlandaise, la Murphy's Irish stout et la Beamish, ainsi que de la marque de whiskey irlandais, Paddy.

### Industrie lourde
Le port de Cork était le centre de l'industrie lourde irlandaise. Au milieu du XXe siècle, il s'y trouvait une aciérie, un chantier naval, une usine d'assemblage d'automobiles, une usine de pneumatiques, un port en eaux profondes, et un secteur textile florissant. Les gens de Cork sont fiers de signaler que c'était bien mieux que toute autre ville irlandaise, y compris Belfast, qui ne possédait pas d'industrie automobile. Malheureusement, de lourdes taxes, une réglementation excessive, la concurrence de plus grands centres économiques, et la suppression brutale des barrières douanières lors de l'adhésion à la Communauté économique européenne causèrent un déclin dans les années 1970. Les industries sidérurgique et automobile périclitèrent jusqu'à leur déménagement dans les années 1980. De nouveaux secteurs tentèrent de s'implanter, alors que le taux de chômage atteignait des sommets.

### Cristalleries
Waterford était le siège de la cristallerie haut de gamme, « Waterford Crystal », qui, à l'époque, servait les salaires les plus élevés d'Irlande. Mais une récession dans les années 1980 amena des licenciements, qui, paradoxalement, augmentèrent la concurrence, car des ouvriers licenciés montèrent leurs propres ateliers. Depuis ce temps, la cristallerie de Waterford se bat pour regagner sa gloire passée.

### Produits pétroliers
La seule raffinerie de pétrole et de stockage de produits pétroliers de toute l'Irlande se trouve à Whiddy Island au fond de la baie de Bantry.

### Secteur bancaire et services
Le Munster était le berceau de la banque « The Munster and Leinster Bank », qui est apparentée à l'Allied Irish Banks, la plus grande et la plus riche banque d'Irlande.
Fexco Financial Services à Killorgan, dans le comté de Kerry, est l'une des nombreuses organisations à s'être établies dans le Sud-Ouest, profitant d'une longue tradition de fine gestion financière. Le Munster est également l'un des plus importants centres pour les TIC, grâce à l'implantation de compagnies telles qu'Apple, Intel, Amazon et Dell.

### Tourisme

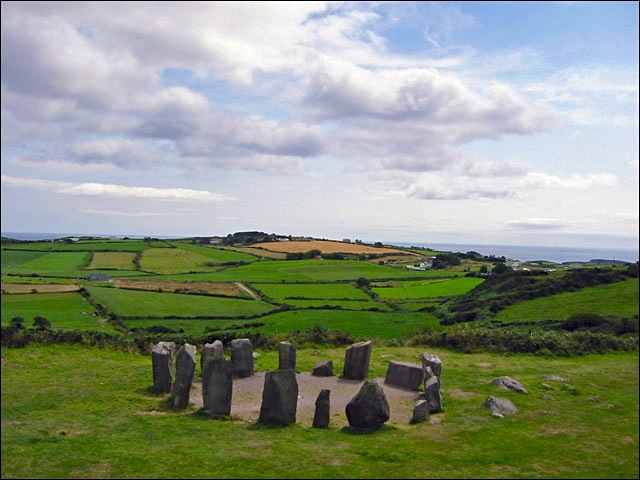
Cercle de pierre de Drombeg, comté de Cork.

L'aéroport de Shannon, une riche tradition musicale, une excellente nourriture et des paysages de renommée internationale ont tous contribué au développement du secteur touristique du Munster. En 1998, près d'un million de touristes ont visité le comté de Cork
Les aéroports internationaux de la province sont :
- aéroport international de Cork
- aéroport international de Kerry
- aéroport international de Shannon
- aéroport international de Waterford

Chemins de fer : Gare d'Ardrahan, Gare de Carrick-on-Suir, Gare de Cobh, Gare de Cork Kent, Gare d'Ennis, Gare de Limerick Colbert, Gare de Limerick Junction, Gare de Waterford Plunkett.

### Industrie pharmaceutique
Le Munster est devenu le centre de l'industrie pharmaceutique irlandaise. La province joue un rôle toujours plus grand dans l'industrie biopharmaceutique, et résiste avec succès à la sévère compétition avec la Suisse et Singapour pour attirer les investissements venant de compagnies telles que Amgen et Pfizer.

## Langue irlandaise
L'irlandais est parlé en tant que langue première dans le Gaeltacht, régions où le gaélique est la langue majeure, soit:
- dans l'ouest du comté de Kerry (Corca Dhuibhne)
- dans le sud du comté de Kerry (Uíbh Ráthach), où la pratique de la langue s'est éteinte dans les années 1950
- dans l'ouest du comté de Cork (Múscraí)
- dans le sud-ouest du comté de Cork (Oileán Cléire)
- dans le sud-ouest du comté de Waterford (Gaeltacht na Rinne ou Gaeltacht na nDeise)

Le nombre de Gaelscoileanna (écoles où l'enseignement est fait en irlandais) a nettement augmenté pendant cette dernière décennie. Les élèves y apprennent et parlent l'irlandais.

## Sports

### Football Gaélique
Comme dans le reste de l'île, le sport le plus populaire au Munster est le football gaélique. Or le club le plus titré sur l'ensemble de l'île est le club de Killarney, le Kerry GAA avec, à l'issue de la saison 2015, 37 victoires en championnat. Le Galway GAA est quant à lui troisième en termes de titres glanés, avec 9 titres et suit juste dernière le Cork GAA avec 7 titres.

### Rugby
Le Munster Rugby est une des quatre branches de l’Irish Rugby Football Union. L’équipe provinciale du Munster participe à la Celtic League et à la coupe d'Europe de rugby, qu'elle a gagnée à deux reprises, en 2006 et 2008. Elle fut fondée en 1879.

### Stades du Munster

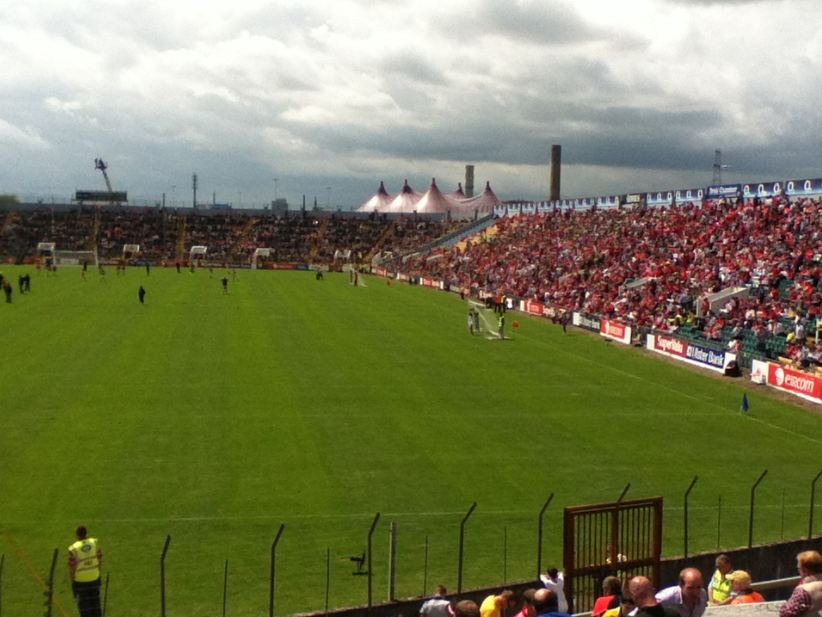
Le Páirc Uí Chaoimh, stade de Cork.

Les stades possédant les plus importantes capacités sont des stades utilisés pour le football gaélique. Le Thomond Park est le stade du Munster Rugby.
Par ordre de capacité
- Thurles, comté de Tipperary : Semple Stadium (55 000)
- Limerick, comté de Limerick : Gaelic grounds (50 000)
- Killarney, comté de Kerry : Fitzgerald Stadium (48 000)
- Cork, comté de Cork : Páirc Uí Chaoimh (45 000)
- Ennis, comté de Clare : Cusack Park (28 000)
- Waterford, comté de Waterford : Walsh Park (17 000)
- Dungarvan, comté de Waterford, stade de l'Association athlétique gaélique : Fraher Field (15 000)
- Limerick, Munster Rugby : Thomond Park Stadium (26 500)
- Cork : Turners Cross Stadium (11 500)
- Cobh, comté de Cork, Cobh Ramblers : St.Colman's Park (10 000)
- Waterford, Waterford United : Waterford Regional Sports Centre (8 200)
- Limerick, Limerick 37 : Jackman Park (8 000)
- Cork, Munster Rugby : Musgrave Park (7 000)

## Médias du Munster

### Télévision
- RTÉ Cork – Studios d'émission basés à Cork pour RTÉ
- South Coast TV – Compagnie de télévision basée à Cork

### Journaux
- The Irish Examiner – Journal national basé à Cork.
- The Avondhu – couvre le nord-est de Cork, l'ouest de Waterford, le sud de Limerick et le sud de Tipperary.
- The Munster Express – couvre le sud-est.
- Nationalist & Munster Advertiser
- The Limerick Leader – couvre le centre ouest.

### Clare

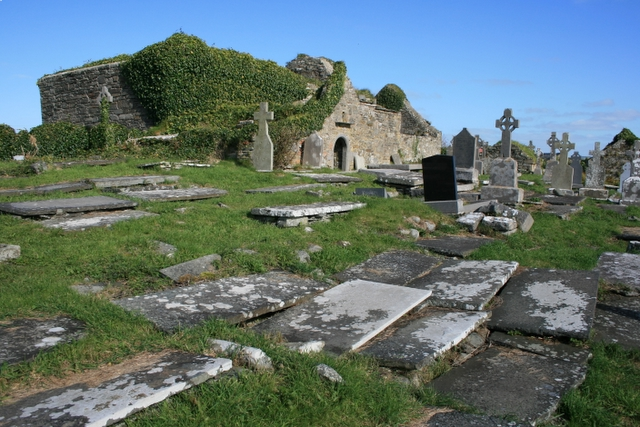
Ruines de l'église de Kilmacrehy, comté de Clare.

- Clare Champion
- Clare People
- Clare Courier

### Cork
- The Imokilly People (Cork-est)
- The Carrigdhoun
- The Corkman
- The Mallow Star
- The Southern Star
- The Vale Star
- The Avondhu[1]
- Evening Echo

### Kerry
- The Kerryman
- The Kingdom
- The Kerryseye

### Limerick
- Limerick Leader
- Limerick Post
- Limerick Independent
- The Vale Star (sud et est de Limerick)
- The Weekly Observer (ouest de Limerick)

### Tipperary
- The Guardian, Nenagh
- The Tipperary Star
- The Nationalist, Clonmel

### Waterford
- The Waterford News and Star
- The Munster Express, Dungarvan

### Radios
- Red FM - Cork, service à destination des jeunes.
- Clare FM – Comté de Clare
- Tipp FM – Comté de Tipperary
- Radio Kerry – Comté de Kerry
- WLR FM - Comté et cité de Waterford
- 96FM and 103FM County Sound (franchise double) – Service général pour la ville de Cork
- Live 95FM - Limerick ville et comté
- West Limerick 102 - Limerick ville et comté
- Spin SW
- Beat 102-103 – Service à destination des jeunes. Comtés de Carlow, Kilkenny, Waterford, Wexford et sud Tipperary.
- RTÉ Ráidió na Gaeltachta "Camchuairt" - Tralee, Comté de Kerry